# Krzysztof Lijewski
Krzysztof Lijewski (Ostrów Wielkopolski, 7. srpnja 1983.) je poljski rukometaš i reprezentativac koji trenutačno igra za KS Kielce. Njegov stariji brat, Marcin, također je igrao za poljsku reprezentaciju. Igračku karijeru započeo je u Poljskoj, da bi sedam godina proveo u Njemačkoj, gdje je igrao za HSV Hamburg i Rhein-Neckar Löwen. Godine 2012., vratio se u Poljsku, gdje igra za KS Kielce. 
Izabran je u najbolju momčad Europskog prvenstva u Danskoj 2014. na kojem je Poljska osvojila šesto mjesto, kao najbolji desni vanjski. Na tom natjecanju bio je i deseti najbolji strijelac s 31 postignutim pogotkom.